# Pfaffing (Ausztria)
Pfaffing osztrák község Felső-Ausztria Vöcklabrucki járásában. 2018 januárjában 1482 lakosa volt.

## Elhelyezkedése

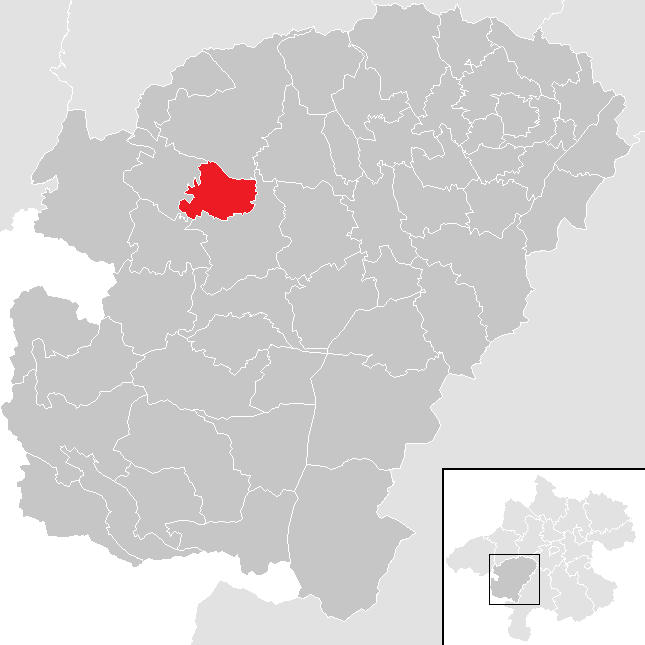
Pfaffing a Vöcklabrucki járásban

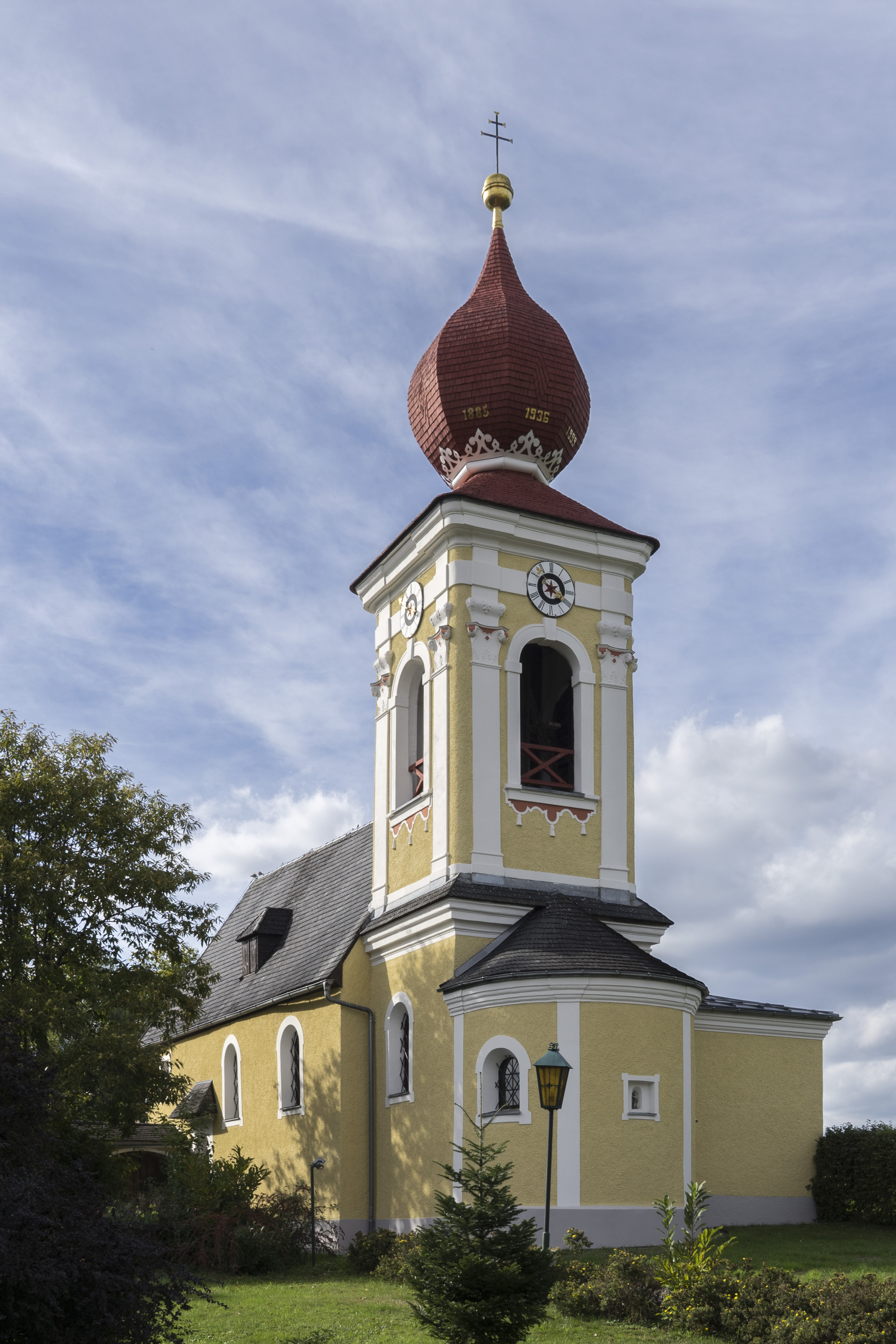
A Szt. Margit-templom

Pfaffing Felső-Ausztria Hausruckviertel régiójában helyezkedik el. Legfontosabb folyóvizei a Redl és a Tiefenbach. Területének 31%-a erdő, 62,8% áll mezőgazdasági művelés alatt. Az önkormányzat 31 településrészt és falut egyesít: Außerreith (55 lakos 2018-ban), Fischham (54), Forsterreith (46), Frieding (41), Graben (107), Hainberg (7), Hainleiten (11), Hangstraße (36), Hausham (54), Holzpoint (60), Kienleiten (45), Kropfling (32), Maurachen (31), Mauracherberg (10), Mesnerleiten (49), Mitterberg (26), Nindorf (80), Oberalberting (112), Oberkogl (4), Obermoos (1), Pfaffing (150), Schweiber (49), Sieberer (37), Sonnleiten (131), Steinberg (19), Teicht (28), Tiefenbach (41), Unterkogl (20), Weixlbaum (15), Weixlbaumerberg (65) és Ziegelhaid (66). 
A környező önkormányzatok: északra Frankenburg am Hausruck, délkeletre Vöcklamarkt, délnyugatra Frankenmarkt, nyugatra Fornach.

## Története
I.e. 16 és i.sz. 450 között Pfaffing területe Noricum római provinciához tartozott. Ebből az időszakból egy villa maradványait ásták ki Haushamerfeld közelében. A népvándorlás során a javarészt elmenekült lakosság helyére germán bajorok költöztek. 748-ban Odilo bajor herceg megalapította a mondseei apátságot, amely a mai községi területekről is részesült birtokadományokban. Pfaffing első említése is a kolostor egyik, 772-re keltezett oklevelében történt. Neve a pap jelentésű Pfaff szóból és a kora középkori bajor -ing helynévvégződésből tevődik össze. 
A középkorban a falu a bambergi püspökök birtoka volt, akik nevében helyi képviselőjük, a Schaumberg grófok kormányoztak. 1490-ben, a hercegség felosztásakor az Enns fölötti Ausztria része lett.
A 16. században fellázadtak a térség parasztjai. Ekkor került sor a hírhedt frankenburgi kockázásra, amikor 1625. május 15-én Adam von Herberstorff kormányzó az elfogott 36 lázadóval páronként kockát dobatott és a veszteseket felakasztatta.
Pfaffingot a köztársaság 1918-as megalakulásakor Felső-Ausztria tartományhoz sorolták. Miután Ausztria 1938-ban csatlakozott a Német Birodalomhoz, az Oberdonaui gau része lett; a második világháború után visszakerült Felső-Ausztriához. 

## Lakosság
A pfaffingi önkormányzat területén 2018 januárjában 1482 fő élt. A lakosságszám 1961 óta gyarapodó tendenciát mutat. 2015-ben a helybeliek 94,2%-a volt osztrák állampolgár; a külföldiek közül 1,5% a régi (2004 előtti), 1,2% az új EU-tagállamokból érkezett. 0,3% a volt Jugoszlávia (Szlovénia és Horvátország nélkül) vagy Törökország, 2,9% egyéb országok polgára. 2001-ben a lakosok 90,5%-a római katolikusnak, 2,6% evangélikusnak, 5,3% pedig felekezeten kívülinek vallotta magát. 

## Látnivalók
- a Szt. Margit-templom 1632-ben épült

## Fordítás
- Ez a szócikk részben vagy egészben  a   Pfaffing című német Wikipédia-szócikk ezen változatának fordításán alapul.  Az eredeti cikk szerkesztőit annak laptörténete sorolja fel. Ez a jelzés csupán a megfogalmazás eredetét és a szerzői jogokat jelzi, nem szolgál a cikkben szereplő információk forrásmegjelöléseként.